# Trichosia fuscipalpa
Trichosia fuscipalpa är en tvåvingeart som beskrevs av Werner Mohrig och Boris Mamaev 1979. Trichosia fuscipalpa ingår i släktet Trichosia och familjen sorgmyggor. Inga underarter finns listade i Catalogue of Life.